# Idioma inuvialuktun
Inuvialuktun es una palabra usada para describir las variedades de la lengua de los inuits hablada en el norte de Canadá, en los territorios llamados Inuvialuit por los inuits. Es uno de los once idiomas oficiales de los Territorios del Noroeste. Está compuesto por tres lenguas:
- Natsilingmiutut
- Inuinnaqtun
- Siglitun